# Azerbajdzjan vid världsmästerskapen i friidrott 2009
Azerbajdzjan deltog vid Världsmästerskapen i friidrott 2009 som ägde rum i Berlin.

## Deltagare

### Herrar
| Gren  | Namn          |
| 200 m | Ramil Gulijev |